# ヤン・トマシェフスキ
ヤン・トマシェフスキ（ポーランド語: Jan Tomaszewski, 1948年1月9日 - ）は、ポーランド出身の元サッカー選手、現サッカー解説者。選手時代のポジションはGK。

## 経歴
1970年代の同国の躍進を支えた長身のゴールキーパー。1973年10月17日のFIFAワールドカップ・西ドイツ大会欧州予選、敵地でのイングランド戦では好セーブを連発し、予選突破に貢献。イングランドの本大会出場を阻んだことから「Man That Stopped England」の愛称でも呼ばれた。
本大会においても2次リーグのスウェーデン戦と西ドイツ戦でPKを阻止する活躍を見せるなど、同国の3位入賞に貢献し高い評価を得た。
1976年モントリオールオリンピック、1978年のFIFAワールドカップ・アルゼンチン大会も正GKとして出場を果たした。またポーランド政府から30歳になるまで海外移籍を禁止されていたが、アルゼンチン大会後にベルギーのKベールスホットVACへ移籍、1981年からはスペインのエルクレスCFへ移籍した。その後、ポーランドへ帰国し1984年に現役引退をした。
引退後の現在はサッカー解説者として活躍している。